# Ángel Amor Ruibal
Ángel María José Amor Ruibal (Barro, provincia de Pontevedra, 11 de marzo de 1869-4 de noviembre de 1930) fue un destacado pensador, filósofo, lingüista y teólogo español, creador de la filosofía denominada correlacionismo.

## Biografía
A pesar de sus indudables logros intelectuales posteriores, no alcanzó un éxito temprano: lo suspendieron en el acceso al Seminario en junio y septiembre de 1879 y en la convocatoria extraordinaria de septiembre de 1880, probablemente por su desacuerdo con el ambiente intelectual fundamentalista y sus ataques al neotomista cardenal Louis Billot, paladín de la restauración escolástica. Pero después fue sancionado con "benemeritus" (notables) entre 1880 e 1882 y "meritissimus" desde entonces (salvo su suspenso en Derecho romano de 1886). Sus estudios comenzaron en Herbón (1880 a 1884) y luego en el Seminario Central de Santiago: allí permanece hasta completar Teología, Filosofía y Cánones, bien complementadas con Humanidades y Ciencias. Se doctoró en teología con el tema Dios es inmenso y eterno, escrito en latín con citas en hebreo y griego. Aparte del currículo oficial, siempre cultivó la investigación filológica.
Para él fue decisivo obtener el tercer premio en la Altorientalische Geschellschaft (1893), siendo aún seminarista, con una Memoria sobre los orígenes y formas del caldeo. El propio Ramón Cabanillas pasó a limpio el texto en latín, que fue encontrado en 2004. Eso inició su relación con los círculos filológicos alemanes; Amor Ruibal recibió de ellos el encargo de traducir y adaptar al español el Kirchliches Handlexikon. Pero también manifestó su disgusto contra el Manifiesto que sus amigos alemanes redactaron en apoyo al Kaiser en 1914.
Tras optar fallidamente a varias canonjías en Santiago de Compostela, Orense y Granada, (adonde no acudió), consiguió la santiaguesa en 1902. En 1916 se presentó al Senado español sin conseguirlo, al parecer para prestigiar una candidatura. Nunca aceptó ser declarado obispo y siempre prefirió centrarse en su labor didáctica como profesor de Teología Fundamental y Derecho Canónico en la Universidad Pontificia de Santiago de Compostela. Su Gramática comparada fue premiada por la Academia de Berlín. A pesar de sus múltiples ocupaciones y una precaria salud, logró una extensa producción filosófica y filológica apoyada en su reconocida erudición, que abarcaba la lingüística, la historia, la canonística teórica y práctica, la teología y sobre todo la filosofía.
Se solicitó además su ayuda para dos proyectos internacionales: el nuevo Código de Derecho Canónico de 1917 y los trabajos de preparación para la posible definición dogmática de la mediación universal de la Virgen María. Fue consultado por diversas personalidades, entre ellas el cardenal Federico Tedeschini acerca de problemas de Derecho Canónico, etimología, lengua gallega e historia.
Algunas de sus obras de ámbito más local son:
- Constituciones de la S. A. M. I. Catedral de Santiago adaptadas a la legislación canónica vigente y derecho concordado;
- Las peregrinaciones a Santiago. Los nombres de Libredón y Compostela;
- La Capilla del Gran Hospital. Sus privilegios;
- Una carta del autor de "Ne temere";
- Rúa del Villar. Examen glotológico de sus denominaciones en el siglo XII;
- La lengua gallega y su léxico etimológico;
- Galicia y sus hombres. Una entrevista con el sabio políglota Dr. Amor Ruibal;
- La cruz svástica en Galicia. La cruz svástica no es celta (procedentes de artigos en xornais);

Incompleta quedó su monumental y a su vez más conocida obra Los problemas fundamentales de la Filosofía y el Dogma, prevista para 17 tomos; y de la cual se publicaron los primeros 10.

## Obras
- Programa de lenguas bíblicas con principios de Gramática comparada: estudios superiores del Seminario Conciliar Central Santiago de Compostela, [s.n.] 1898.
- De platonismo et aristotelismo in evolutione dogmatum (1898)
- Introd. y trad. de Paul Régnaud, Principios generales de lingüística indo-europea: Versión española, precedida de un estudio sobre la ciencia del lenguaje por el Dr. A. Amor Ruibal Santiago: Tipografía Galaica, 1900. Existe facsímil moderno: Santiago de Compostela, Consello da Cultura Galega, 2005.
- Trad. de Giuseppe Pecci, Doctrina de Santo Tomás acerca del influjo de Dios en las acciones de las criaturas racionales y sobre la ciencia media Santiago, [s.n.], 1901.
- Los problemas fundamentales de la filología comparada: Su historia, su naturaleza y sus diversas relaciones científicas: Primera parte. Madrid: Fernando Fe...; Barcelona: Subirana Hermanos...; Paris: Hachette et C.ie; Leipzig: Otto Harrassowitz (Santiago: Tipografía Galaica, 1904)
- Los problemas fundamentales de la filología comparada: Su historia, su naturaleza y sus diversas relaciones científicas: Segunda parte Madrid: Fernando Fe...; Barcelona: Subirana Hermanos...; Paris: Hachette et C.ie; Leipzig: Otto Harrassowitz (Santiago: Imp. y Enc. de la Universidad Pontificia, 1905. Existe reproducción facsimilar: Santiago de Compostela, Consello da Cultura Galega, 2005.
- Esponsales y matrimonio según el decreto Ne Temere Santiago [de Compostela]: Imp. y Enc. del Seminario Central, 1908
- Los problemas fundamentales de la filosofía y del dogma [1914]-1936, 10 v.
  - Vol. 1: Los problemas fundamentales de la filosofía y del dogma: Tomo primero Madrid: V. Suárez...: E. Hernández...; Barcelona: E. Subirana...: L. Gili...; Alemania: B. Herder... ([s. l.]: Tipografía de El Eco de Santiago, [1914]).
  - Vol. 2: Los problemas fundamentales de la filosofía y del dogma:Tomo segundo Madrid: V. Suárez...: E. Hernández...; Barcelona: E. Subirana...: L. Gili...; Alemania: B. Herder... ([s. l.]: Tipografía de El Eco de Santiago, [1916]).
  - Vol. 3: Los problemas fundamentales de la filosofía y del dogma: Tomo tercero  Madrid: V. Suárez...: M. Echevarría...: G. Molina...; Barcelona: E. Subirana...: Agustín Bosch...; Alemania: B. Herder... ([s. l.]: Tipografía de El Eco de Santiago, [1917])
  - Vol. 4: Los problemas fundamentales de la filosofía y del dogma: Tomo cuarto  Madrid: V. Suárez...: M. Echevarría...: G. Molina...; Barcelona: E. Subirana...: Agustín Bosch...; Alemania: B. Herder... ([s. l.]: Tipografía de El Eco de Santiago, [1919]).
  - Vol. 5: Los problemas fundamentales de la filosofía y del dogma: La visión de Dios a través de la naturaleza: Las teorías griega y latina de la Trinidad: Tomo quinto Madrid: V. Suárez...: M. Echevarría...: G. Molina...; Barcelona: E. Subirana...: Agustín Bosch...; Alemania: B. Herder... ([s. l.] Tipografía de El Eco de Santiago, [1920])
  - Vol. 6: Los problemas fundamentales de la filosofía y del dogma: La visión de Dios a través de la naturaleza: Las pruebas de la existencia de Dios en la filosofía y teología medieval: Tomo Sexto. Madrid: V. Suárez...: M. Echevarría...: G. Molina...; Barcelona: E. Subirana...: Agustín Bosch...; Alemania: B. Herder... ([s. l.]: Tipografía de El Eco de Santiago, [1921]).
  - Vol. 7: Los problemas fundamentales de la filosofía y del dogma: Tomo séptimo...: Del ente teológico y del ente ontológico en la escolástica. Madrid: V. Suárez...: E. Hernández...; Barcelona: Lib. Subirana...: Agustín Bosch...; Alemania: B. Herder... (Santiago: Imprenta, Libr. y Enc. del Seminario Conciliar, 1933)
  - Vol. 8: Los problemas fundamentales de la filosofía y del dogma: Tomo octavo...: El conocer humano Madrid: V. Suárez...: E. Hernández...; Barcelona: Lib. Subirana...: Agustín Bosch...; Alemania: B. Herder... (Santiago : Imprenta y Librería del Seminario Conciliar, 1934).
  - Vol. 9: Los problemas fundamentales de la filosofía y del dogma: Tomo noveno...: El conocer humano: Función de deducción  Madrid: V. Suárez...: E. Hernández...; Barcelona: Lib. Subirana...: Agustín Bosch...; Alemania: B. Herder... (Santiago: Imprenta y Librería del Seminario Conciliar, 1934)
  - Vol. 10: Los problemas fundamentales de la filosofía y del dogma: Tomo décimo...: El conocer humano: La función de deducción a través de los problemas de la cosmología. Madrid: V. Suárez...: E. Hernández...; Barcelona: Lib. Subirana...: Agustín Bosch...; Alemania: B. Herder... (Santiago: Imprenta y Librería del Seminario Conciliar, 1936).
- La amoción administrativa de los Párrocos: Exposición y comentarios al Decreto Maxima Cura precedido de un estudio sobre los principios fundamentales del Derecho penal Canónico Santiago de Compostela: Imp. y Enc. del Seminario C. Central, 1912.
- Militarismus und deutsche Wissenschaft im Urteile eines Spaniers Santiago de Compostela: [s.n.], 1915. Traducido como El militarismo y la ciencia alemana caracterizados por un Español, Santiago de Compestela, Febrero de 1915 Freiburg - Barcelona, 1915.
- La guerre, la culture et la religión: la lutte des puissances centrales; le militarisme et la science allemande Bruxelles: Publicité Littéraire et Artistique, 1915.
- La Bula Española ["Ut praesens," dated: 12 Aug. 1915] y sus privilegios, según la reforma de Benedicto XV. Exposición y comentarios. Segunda edición. Santiago, 1915.
- Der Kampf der Zentralmächte Freiburg: Herder, 1915. Traducido como La lucha de las potencias centrales Por un sacerdote de un Estado neutral [s. l.] [s. n.] 1915.
- Derecho penal de la Iglesia Católica según el Código Canonico vigente Madrid [s.n.], ¿1922?
- Censuras y penas canónicas según el Código vigente ordenadas en categorías (según el plan de la Bula Apostólica Sedis): exposición y comentarios Madrid [s.n. ¿1925?]
- Introducción a la ciencia del lenguaje.
- Babel y Babilonia, o sea, las influencias asirias en las enseñanzas bíblicas.
- Cuatro manuscritos inéditos: Los principios de donde recibe el ente la existencia; Naturaleza y sobre naturaleza; Existencia de Dios; Existencia de Dios según mi exposición (Gredos, Madrid, 1964).
- Derecho penal de la Iglesia católica, según el código canónico vigente ... Madrid, etc., V. Suárez, etc. [s. a.] 3 v.